# Resår
Resår är:

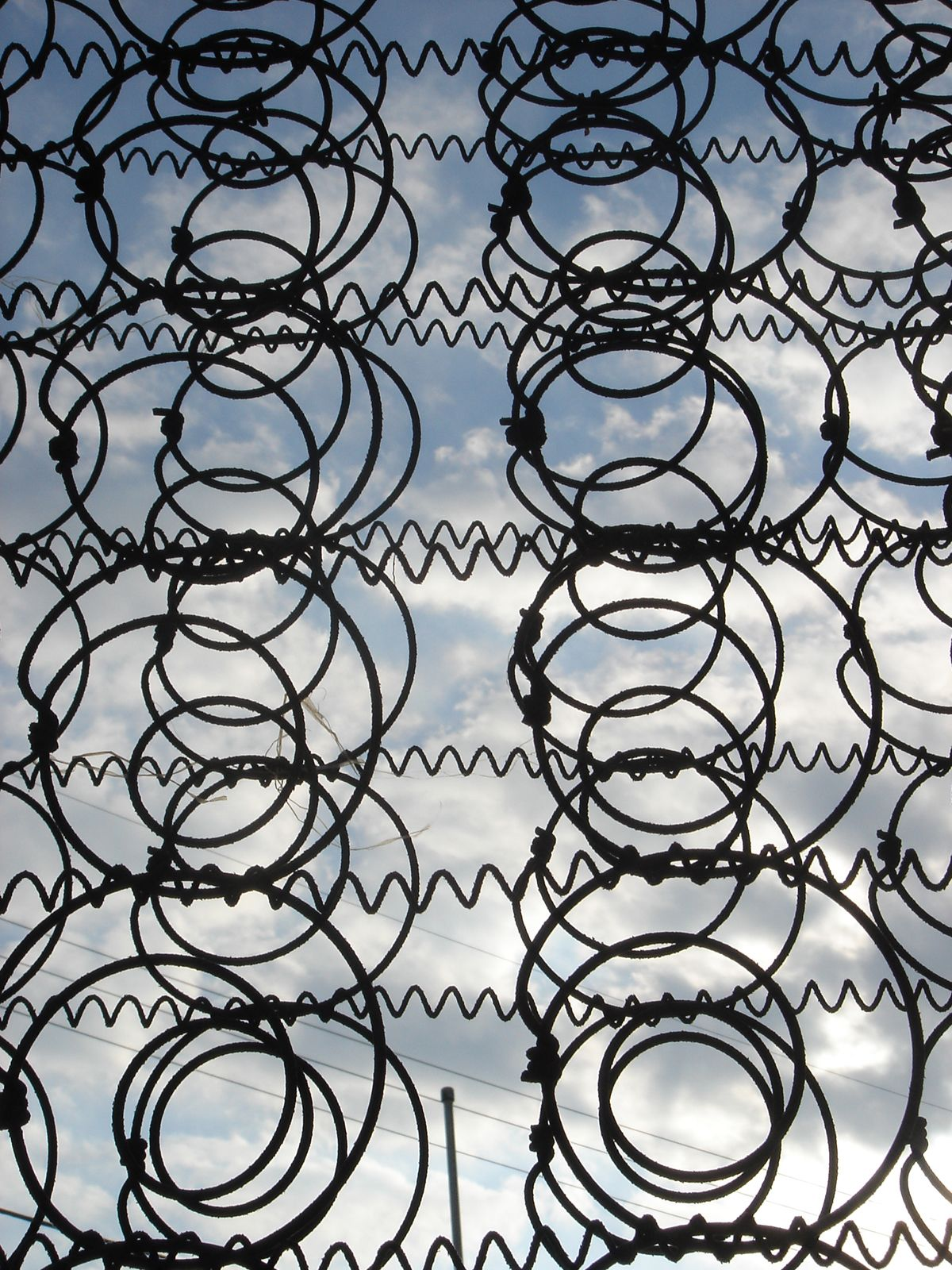
Spiralfjädrar från resårmadrass.

- Elastisk del i (kanten av) ett klädesplagg, gjord genom resårstickning eller genom användande av Resårband.
- Metallisk spiralfjäder som används i möbelunderreden, exempelvis i resårmadrasser.